# 托羅異味鰻鯰
托羅異味鰻鯰，為輻鰭魚綱鯰形目鰻鯰科的其中一種，被IUCN列為次級保育類動物，分布於巴布亞紐幾內亞Kutubu湖流域，體長可達20公分，為底棲性魚類，棲息在沙泥底質、水草生長的湖泊，屬肉食性，生活習性不明。

## 擴展閱讀
維基物種上的相關：托羅異味鰻鯰